# 全国高等専門学校体育大会剣道競技
全国高等専門学校剣道競技（ぜんこくこうとうせんもんがっこうけんどうきょうぎ）とは、毎年8月に行われる高等専門学校（高専）の剣道部を対象とした全国大会。全国高等専門学校連合会の剣道競技専門部が開催し、全日本剣道連盟が後援している。

## 歴代成績
| 開催年 | 回数 | 男子団体優勝チーム | 回数 | 女子団体優勝チーム |
| ------ | ---- | ------------------ | ---- | ------------------ |
| 2013年 | 48   | 高知高専           | 12   | 鈴鹿高専           |
| 2014年 | 49   | 高知高専           | 13   | 鈴鹿高専           |
| 2015年 | 50   | 熊本高専           | 14   | 松江高専           |